# Lista över avsnitt av Fångarna på fortet
Detta är en avsnittslista för TV-programmet Fångarna på fortet. Programmen spelas alltid in på sommaren för att senare sändas till hösten samma år, eller våren året efter.

## Första säsongen (1990)
Den första säsongen sändes klockan 21.00 på lördagar på TV4 under hösten 1990. Säsongen bestod av nio avsnitt med Erik Blix som programledare, Anne Barlind som guide och Martin Myrberg som Oraklet i tornet.
| Nr | Lag                    | Tävlande                                                                                               | Sändningsdatum | Tittarsiffror |
| -- | ---------------------- | --- | -------------- | ------------- |
| 1  | Hogges Huliganer       | Håkan Södergren, Thomas Eriksson, Lotta Söderholm, Anders Jonsson, Renée Nyberg, Tommy Albelin         |                | 83 000        |
| 2  | De snyggaste           | Niklas Strömstedt                                                                                      |                |               |
| 3  | Centrallyrikerna       | Ernst Brunner, Täppas Fogelberg, Kay Glans, Jan Henrik Swahn m.fl.                                     |                |               |
| 4  | The Leters             | Sharon Dyall, Karl Dyall, Jari Törrönen, Christer Johnsson, Lena Engman, Peter Gröning                 |                |               |
| 5  | De vågade              | Magnus Olsson, Cessi Blacker, Gurra Krantz, Göran Olsson, Lena Abrahamsson, Johan Salén.               |                |               |
| 6  | Stuntligan             | Johan Torén, Jan Martinsson, Lena Larsson, Birger Eriksson, Ann Åhrén, Kimmo Rajala.                   | 3 november     |               |
| 7  | Jerrys borgkrossargäng | Jerry Williams, Annika Metsä, Ulf Bengtsson, Stefan Svensson, Lena Trulsson, Leif Malmgren.            | 10 november    |               |
| 8  | Commando bimbale       | Bengt Palmers, Gunilla Calmesjö, Peter Milefors, Lennie Norman, Ingrid Augustin, Claes af Geijerstam.  | 17 november    |               |
| 9  | Höjdarna på Everest    | Tommy Gustafsson, Peter Degerfeldt, Anna-Karin Tingström, Thomas Rehn, Margareta Bielsten, Magnus Lönn |                |               |

## Fortsättning
Mellan åren 1992 och 1998 sände TV4 sex säsonger till av Fångarna på fortet.

### Säsong 2 (1992)
Den andra säsongen sändes klockan 20.30 på lördagar på TV4 mellan 10 oktober och 19 december 1992. 
| Nr | Lag                | Tävlande                                                                               | Sändningsdatum | Tittarsiffror |
| -- | ------------------ | -------------------------------------------------------------------------------------- | -------------- | ------------- |
| 1  | The gold diggers   | Pernilla Wahlgren, Niclas Wahlgren, Lena Engman, Stefan Andersson, Göran Molin.        | 10 oktober     | 2 000 000     |
| 2  | Jäkla fyllbollarna | Tomas Bolme, Gert Fylking, Lennart Jähkel, Katrin Sundberg, Charlotte Strandberg.      | 17 oktober     | 2 200 000     |
| 3  |                    | Christer Sandelin, Johan Lindman, Kayo Shekoni, Johan Matsson, Marie Svan.             | 24 oktober     | 2 400 000     |
| 4  | De okända          | Fredrik Mellbin, Anders Sköld, Lars Sandheden, Viveca Blomberg, Malin Persson}.        | 31 oktober     | 3 000 000     |
| 5  | 4-skallarna        | Steffo Törnquist, Lars Weiss, Annika Jankell, Åse Åsenlund, Renée Nyberg.              | 7 november     |               |
| 6  |                    | Kent Nilsson, Ulf Carlsson, Görel Crona, Carina Lidbom, Lennart Dahlgren.              | 14 november    |               |
| 7  |                    | Kjell Bergqvist, Yvonne Ryding, Birgitte Söndergaard, Ulf Söndergaard, Johannes Brost. | 21 november    |               |
| 8  | Sex pist-stolls    | Marie-Helene Westin, Tomas Fogdö, Jonas Nilsson, Blossom Tainton, Hans Lindquist.      | 28 november    |               |
| 9  | Aros Hjältar       | Fredrik Behring, Ylva Lundström, Karin Colberg, Jan-Olof Eriksson, Jan Persson.        | 5 december     |               |
| 10 |                    | Rasmus Lindvall, Robert Wåtz, Anki Bagger, Daniel Wahlgren, Tina Döss.                 | 12 december    |               |
| 11 | Kommando Hydra     | Orup, Sofia Eriksson, Cia Berg, Håkan Södergren, Magnum Coltrane.                      | 19 december    |               |

### Säsong 3 (1993-94)
För första gången delades en säsong in i två säsongshalvor. Programmet sändes klockan 20.00 på fredagar på TV4 mellan 10 september och 19 november 1993 samt 14 januari och 18 februari 1994. 

#### Första säsongshalvan
Sändes under hösten 1993.
| Nr | Lag              | Tävlande                                                                                      | Sändningsdatum |
| -- | ---------------- | --------------------------------------------------------------------------------------------- | -------------- |
| 1  | De Skoningslösa  | Lasse Brandeby, Siw Malmkvist, Johannes Brost, Frank Andersson, Camilla Henemark.             | 10 september   |
| 2  | Gundes Vänner    | Peter Settman, Fredde Granberg, Erik Östlund, Helene Ekelund, Gila Bergqvist.                 | 17 september   |
| 3  | Family Four      | Claes Åkeson, Ulrika Nilsson, Kristin Kaspersen, Hasse Holmqvist, Elisabeth Frerot Södergren. | 24 september   |
| 4  | Hey Baberiba     | Lars Larsson, Tommy Carlsson, Kim Carlsson, Casper Janebrink, Johanna Lind.                   | 1 oktober      |
| 5  | Flying Circus    | Carl-Fredrik Edström, Tobias Harryson, Anna Maltinger, Robert Karjel, Saana Kreivi.           | 8 oktober      |
| 6  | Oslagbarbarerna  | Niklas Strömstedt, Per Carlén, Micke ”Syd” Andersson, Johanna Westman, Ylva Nowén.            | 15 oktober     |
| 7  | De' ordnar sig   | Lasse Kronér, Göran Rudbo, Ken Wennerholm, Ulrika Knape-Lindberg, Lim Xiaoqing.               | 19 oktober     |
| 8  | Snuskhumrarna    | Robert Aschberg, Ronnie Hellström, Johan Hedenberg, Kattis Ahlström, Kim Anderzon.            | 29 oktober     |
| 9  | Rambosarnassarna | Anders Lundin, Karl Dyall, Mats Sundin, Petra Nielsen, Denise Lopez.                          | 12 november    |
| 10 | Min lilla ponny  | Cia Berg, Martina Haag, Börje Salming, Peter Andersson, Torkel Insulander.                    | 19 november    |

#### Andra säsongshalvan
Säsongen sändes under våren 1994.
| Nr | Lag              | Tävlande                                                                                 | Sändningsdatum | Tittarsiffror |
| -- | ---------------- | ---------------------------------------------------------------------------------------- | -------------- | ------------- |
| 1  | Dream Team       | Emma Sjöberg, Rebecca de Ruvo, Marcus Schenkenberg, Per Stümer, Benno Magnusson.         | 14 januari     | 2 284 000     |
| 2  | Hopplösarna      | Görel Crona, Johan Schildt och Robert Sjöblom, Jan Boklöv, Marie Lindgren.               | 21 januari     | 2 115 500     |
| 3  | IFK Mats Walltin | Anders Kronlund, Erik Koskinen, Martin Andersson, Jan Bengtsson, Ellinor Geete.          | 28 januari     | 1 586 500     |
| 4  | Sportfån(g)arna  | Anna-Karin Larsson, Charlotte Dunmar, Robert Pettersson, Jocke Sällström, Crister Spove. | 11 februari    | 1 774 000     |
| 5  | Five Pist-stolls | Tomas Fogdö, Johan Wallner, Pernilla Wiberg, Kristina Andersson, Gösta Engström.         | 18 februari    | 2 014 500     |

### Säsong 4 (1995)
Den fjärde säsongen sändes klockan 20.00 på fredagar (med undantag för det femte avsnittet) på TV4 mellan 27 januari och 14 april 1995. Från och med denna säsong byttes Agneta Sjödin ut mot Kayo Shekoni. Gunde Svan och Stig Ossian Ericson var kvar i sina respektive roller.
| Nr | Lag                             | Tävlande                                                                         | Sändningsdatum | Tittarsiffror |
| -- | ------------------------------- | -------------------------------------------------------------------------------- | -------------- | ------------- |
| 1  | The Rappakaljers                | Thore Skogman, Mi Ridell, Karl Dyall, Kenneth Söderman, Inger Nilsson.           | 27 januari     | 2 271 000     |
| 2  | Svanhoppen                      | Lill-Babs, Kristin Kaspersen, Göran Skytte, Kim Sulocki, Mats Thelin.            | 3 februari     | 2 324 000     |
| 3  | Släpp oss mot borgen            | Dan Malmer, Agneta Sjödin, Thomas Gylling, Katti Bohman, Sharon Dyall.           | 10 februari    | 2 068 000     |
| 4  | Kennys hjältar                  | Joakim Geigert, Kenny Bräck, Bo Sundström, Pernilla Månsson, Anna Norberg.       | 17 februari    | 1 852 500     |
| 5  | Vi ba få ba fobi va             | Lasse Brandeby, Carina Lidbom, Ralf Edström, Kenny Jönsson, Jenny Öhlund.        | 26 februari    | 2 130 000     |
| 6  | Egotripparna                    | Robert Aschberg, Gert Fylking, Pia Green, Janne Gunnarsson, Emma Sjöberg.        | 3 mars         | 2 015 000     |
| 7  | Nyckelgycklarna                 | Kjell Lönnå, Denniz Pop, Linda Haglund, Mikael Ljungberg, Lydia Capolicchio.     | 10 mars        | 1 840 500     |
| 8  | Fångarna med Forza              | Mark Levengood, Siw Malmkvist, Christer Sandelin, Göran Gillinger, Meja Beckman. | 17 mars        | 2 105 500     |
| 9  | Fem på nya äventyr              | Johannes Brost, Hasse Aro, Domenique Forsberg, Cecilia Ljung, Peter Sjöquist.    | 24 mars        | 2 131 000     |
| 10 | Scengångarna                    | Pugh Rogefeldt, Anna Valdsoo, Ardis Fagerholm, Niklas Hjulström, E-Type.         | 31 mars        | 1 824 000     |
| 11 | Mördarsniglarna                 | Erik Blix, Grynet Molvig, Tomas Bolme, Ted Åström, Carin Åkervall.               | 7 april        | 1 850 000     |
| 12 | Guldtackorna och Bockarna Bruse | Lotta Engberg, Anna Book, Ebba Blitz, Stig Strand, Peter Jezewski.               | 14 april       | 1 992 000     |

### Säsong 5 (1996)
Den femte säsongen sändes klockan 20.00 på fredagar på TV4 mellan 26 januari och 12 april 1996. 
| Nr | Lag                | Tävlande                                                                                | Sändningsdatum | Tittarsiffror |
| -- | ------------------ | --------------------------------------------------------------------------------------- | -------------- | ------------- |
| 1  | Snygga men smarta  | Sofia Eriksson, Thorleif Torstensson, Martin Örnroth, Bosse Larsson, Claire Wikholm.    | 26 januari     | 2 933 500     |
| 2  | Fem vågade livet   | Gudrun Schyman, Kjell P. Dahlström, Thabo Motsieloa, Anders Lundin, Ahnna Rasch.        | 2 februari     | 2 945 000     |
| 3  | Murbräckorna       | Lasse Brandeby, Bruno Wintzell, Pernilla Wiberg, Rolf Ridderwall, Alice Bah.            | 9 februari     | 2 941 000     |
| 4  | Virgins            | Curt Lindström, Pelle Svensson, Lasse Lindroth, Åsa Jinder, Eva Röse.                   | 16 februari    | 2 804 000     |
| 5  | Give me five       | Richard Herrey, Peter Siepen, Anders Carlberg, Evy Palm, Zara Zetterqvist.              | 23 februari    | 2 823 000     |
| 6  | Ragnar Röken       | Bert Karlsson, Per Ragnar, Morgan Samuelsson, Catharina Alinder, Louise Karlsson.       | 1 mars         | 2 716 000     |
| 7  | Fumlarna på fortet | Anders "Lillen" Eklund, Lakke Magnusson, Sanna Ekman, Nick Borgen, Annika Ljungberg.    | 15 mars        | 2 507 000     |
| 8  | Fine Fo(u)r Fight  | Augusto Sjögren, Fredrik Johansson, Mikael Krynicki, Johanna Spanne, Annika Didrichsen. | 22 mars        | 2 132 500     |
| 9  | Supremes           | Benno Magnusson, Jörgen Lantz, Alexandra Charles, Göran Gillinger, Anna Book.           | 29 mars        | 2 042 000     |
| 10 | Stolpskottarna     | Leif Holmqvist, Mårten Hägg, Lena Pålsson, Bengt Järnblad, Paula Norell.                | 5 april        | 1 928 000     |
| 11 | Dom livrädda       | Lars Törnman, Johannes Brost, Regina Lund, Petra Hultgren, Paolo Roberto.               | 12 april       | 2 352 500     |

### Säsong 6 (1997)
Den sjätte säsongen sändes klockan 20.00 på fredagar på TV4 mellan 17 januari och 4 april 1997. 
| Nr | Lag                                | Tävlande                                                                               | Sändningsdatum | Tittarsiffror |
| -- | ---------------------------------- | -------------------------------------------------------------------------------------- | -------------- | ------------- |
| 1  | Monte Cristos Mona-mourer          | Mona Seilitz, Helena Elinder, Björn Waldegård, Rickard Sjöberg, Lars Bethke.           | 17 januari     | 2 576 500     |
| 2  | Deerhunters                        | Runar Sögaard, Cathrine Hardenborg, Kjell Isaksson, Antonina Ordina, Martin Forsström. | 24 januari     | 2 503 500     |
| 3  | Cellskapet                         | Fredrik Berling, Anki Edvinsson, Viktoria Tolstoy, Anders Limpar, Percy Nilsson.       | 31 januari     | 2 449 000     |
| 4  | Fem smutsiga små fångar            | Staffan Ling, Åsa Fröberg, Charlotte Wiklund, Tina Leijonberg, Christer Abrahamsson.   | 7 februari     | 2 257 000     |
| 5  | High Five                          | Ma Oftedal, Peppe Eng, Cecilia Vennersten, Lars-Åke Wilhelmsson, Bosse Ahl.            | 14 februari    | 2 404 000     |
| 6  | Lisa sa: Kom på nåt (Anna invände) | Erik Hörstadius, Pontus Ströbaek, Anna Järphammar, Lisa Sjöstrand, Martin Timell.      | 21 februari    | 2 234 000     |
| 7  | Fem Gringos                        | Maja Eriksson, Maria Bodegård, Carl Magnus Jacobson, Nils Bergel, Andreas Frisk.       | 28 februari    | 1 605 000     |
| 8  | De tidlösa                         | Harald Treutiger, Måns Nathanaelson, Jonas Wahlström, Karolina Rahm, Kajsa Mellgren.   | 7 mars         | 1 965 500     |
| 9  | Leenas skoog                       | Leena Skoog, Johannes Brost, Hans Wiklund, Sanna Bråding, Niclas Grunewald.            | 14 mars        | 2 019 000     |
| 10 | Fem små grisar                     | Anna-Lena Brundin, Peder Falk, Tomas Forslund, Annika Duckmark, Lasse Anrell.          | 21 mars        | 1 874 500     |
| 11 | Torgnys trogna trälar              | Torgny Mogren, Monia Sjöström, Lennart R Svensson, Peter Jöback, Madeleine Onne.       | 4 april        | 1 786 500     |

### Säsong 7 (1998)
Den sjunde säsongen sändes klockan 20.00 på fredagar på TV4 mellan 16 januari och 20 mars 1998. Agneta Sjödin återkom som programledare med Gunde Svan i denna säsong. Stig Ossian Ericson var kvar som Fader Fouras. 
| Nr | Lag                              | Tävlande                                                                                     | Sändningsdatum | Tittarsiffror |
| -- | -------------------------------- | -------------------------------------------------------------------------------------------- | -------------- | ------------- |
| 1  | Elvis has just left the building | Micke Dubois, Renée Nyberg, Rickard Sjöberg, Martin Timell, Marie Svan.                      | 16 januari     | 2 258 000     |
| 2  | Smirnov on the rocks             | Gunnar Mosén, Vladimir Smirnov, Ebba Blitz, Paolo Roberto, Malin Petersson.                  | 23 januari     | 2 200 000     |
| 3  | Team Surprice                    | Mikael Ljungberg, Linus Wahlgren, Antonio Di Ponziano, Anette Bjärlestam, Tuva Novotny.      | 30 januari     | 2 261 500     |
| 4  | Jan-Erikz                        | Benno Magnusson, Victoria Lagerström, Matti Berenett, Henrik Norberg, Annika Lantz.          | 6 februari     | 1 956 500     |
| 5  | En annan femma                   | Agneta Andersson, Ulrika Knape-Lindberg, Karl Dyall, Ted Åström, Cajsalisa Ejemyr.           | 13 februari    | 2 109 000     |
| 6  | Push up                          | Caroline Giertz, Richard Herrey, Carina Jaarnek, Adam Alsing, Stig Strand.                   | 20 februari    | 2 151 500     |
| 7  | Dyrka oss                        | Peter Jonsson, Karolina Rahm, Sabina Lindgren, David Hellenius, Peter Jihde.                 | 27 februari    | 1 760 000     |
| 8  | B.R.M.P.T                        | Petra Nordlund, Bo Svenson, Mikael Reuterswärd, Theresia Larsson, Reuben Sallmander.         | 6 mars         | 1 940 000     |
| 9  | Bara Brost                       | Johannes Brost, Lasse Brandeby, Sara Eriksson, Henrik Dagård, Sanna Gutestam.                | 13 mars        | 1 990 500     |
| 10 | Inte utan Magnus                 | Klasse Möllberg, Emma Sjöberg, Anna-Lena Hemström, Magnus Samuelsson, Micke ”Syd” Andersson. | 20 mars        | 1 717 500     |

## På TV3

### Säsong 8 (vår 2000)
Den åttonde säsongen sändes klockan 20.00 på lördagar på TV3 mellan 5 januari och 15 april 2000.
| Nr | Lag                     | Tävlande                                                                                | Sändningsdatum | Tittarsiffror | Antal samlade Boyarder |
| -- | ----------------------- | --------------------------------------------------------------------------------------- | -------------- | ------------- | ---------------------- |
| 1  | Jönköpings klätterklubb | Göran Kropp, Renata Chlumska, Niklas Lövfelt, Nils Larsson, My Klingwall.               | 5 februari     | 861 000       | 36 560                 |
| 2  | Hammarby IF             | Benno Magnusson, Ronnie Hellström, Gerhard Hoberstorfer, Josefin Crafoord, Källa Bie.   | 12 februari    | 657 000       | 28 920                 |
| 3  | Finska föreningen       | Marko Lehtosalo, Jarmo Mäkinen, Tomas Laustiola, Ernst Billgren, Anna Pohjanen.         | 19 februari    | 698 000       | 48 530                 |
| 4  | Färjestad BK            | Thomas Rundqvist, Mathias Fredriksson, Peter Wallin, Tina Thörner, Emma-Helena Nilsson. | 26 februari    | 460 000       | 8680                   |
| 5  | NHL-laget               | Esa Tikkanen, Mattias Ekström, Per-Johan Axelsson, Sara Alström, Linda Nyberg.          | 4 mars         | 480 000       | 44 610                 |
| 6  | Leksands IF             | Dan Söderström, Hjalmar Östman, Jonas Stentäpp, Jessica Olérs, Theresia Larsson.        | 11 mars        | 497 000       | 1100                   |
| 7  | IK Fjällvinden          | Ola Skinnarmo, Tomas Karlsson, Bengt Fjällberg, Rickard Olsson, Lisa Miskovsky.         | 18 mars        | 406 000       | 63 980                 |
| 8  | Ridlaget                | Håkan Södergren, Ann-Sofie Olofsson, Malin Baryard, Maria Gretzer, Paula Törnqvist.     | 25 mars        | 417 000       | 24 770                 |
| 9  | Örgryte IS              | Harald Treutiger, Ulf Dohlsten, Anders Dahlbom, Louise Karlsson, Johanna Sjöberg.       | 1 april        | 388 000       | 38 920                 |
| 10 | Blackeberg Basket       | Raymond "Blues" Peroti, Jesper Salén, Mikael Reuterswärd, Denise Lopez, Tess Mattisson. | 8 april        | 373 000       | 11 690                 |
| 11 | MoDo Hockey             | Staffan Ling, Peter Eriksén, Mattias Timander, Anna Eklund, Åsa Elfving.                | 15 april       | 417 000       | 12 070                 |

### Säsong 9 (höst 2000)
Den nionde säsongen sändes klockan 20.00 på tisdagar på TV3 mellan 3 oktober och 26 december 2000.
De tre lag som i de nio första avsnitten samlade in mest pengar fick återkomma till fortet igen och på nytt tävla i varsitt program. En tredjedel av lagens insamlade boyarder gick till ett välgörande ändamål.
| Nr | Lag                      | Tävlande                                                                               | Sändningsdatum | Tittarsiffror |
| -- | ------------------------ | -------------------------------------------------------------------------------------- | -------------- | ------------- |
| 1  | Artistlaget              | Victoria Silvstedt, Mikkey Dee, Josefin Crafoord, Gustav Eurén, Ayodele Ajayi.         | 3 oktober      | 475 000       |
| 2  | Robinsonlaget            | Alexandra Zazzi, Klas Granström, Robert Andersson, Malou Rydin, Lisa Knapp Holmgren.   | 10 oktober     | 465 000       |
| 3  | Sportlaget               | Börje Salming, Stig Strand, Per Carlén, Marie-Helene Östlund, Maria Akraka.            | 17 oktober     | 466 000       |
| 4  | Skådespelarlaget         | Kjell Bergqvist, Tomas Bolme, Görel Crona, Matti Berenett, Rafael Edholm.              | 31 oktober     | 397 000       |
| 5  | Anonyma Artischter       | Jan Bylund, Valerie Aflalo, Martin Björk, Johanna Lind, Mårten Andersson.              | 7 november     | 371 000       |
| 6  | Back Street's back       | Jocke Ekberg, Johan "Godzilla" Lennström, Bingo Rimér, Mike Alemayehu, Hans Eskilsson. | 14 november    | 286 000       |
| 7  | Schlagerlaget            | Jan Johansen, Cecilia Vennersten, Magnus Carlsson, Angelique Widengren, Eric Rydman.   | 21 november    | 271 000       |
| 8  | TV-serielaget            | Johannes Brost, Måns Nathanaelson, Petronella Wester, Karl Dyall, Johanna Wilson.      | 28 november    | 381 000       |
| 9  | Programledarlaget        | Arne Weise, Ebba Blitz, Anna Wennerholm, Fredrik Birging, Jonas Leksell.               | 5 december     | 449 000       |
| 10 | Finallag 1 Sportlaget    | Börje Salming, Stig Strand, Per Carlén, Marie-Helene Östlund, Maria Akraka.            | 12 december    | 286 000       |
| 11 | Finallag 2 Artistlaget   | Victoria Silvstedt, Mikkey Dee, Josefin Crafoord, Gustav Eurén, Ayodele Ajayi.         | 19 december    | 492 000       |
| 12 | Finallag 3 Robinsonlaget | Alexandra Zazzi, Klas Granström, Robert Andersson, Malou Rydin, Lisa Knapp Holmgren.   | 26 december    | 366 000       |

## TV4 köper tillbaka rättigheterna men serien byter namn
Till år 2003 köpte TV4 tillbaka sändningsrättigheterna från TV3 och gjorde en ny säsong av Fångarna på fortet, men med en hel del förändringar. Bland annat införde man att två lag möter varandra och dessutom döpte man om programmet till "Fortet". Gunde Svan och Agneta Sjödin, liksom dvärgarna, La Boule och Fader Fouras (Stig Ossian Ericsson) fick avstå från medverkan i respektive roller i de två kommande säsongerna. Istället blev Kristin Kaspersen och Hans Fahlén de två nya programledarna, som i varje avsnitt coachade varsitt lag. Fader Fouras ersattes av Dan Bäckman, som spelades av Felix Herngren. I den elfte säsongen fick Bäckman även sällskap av Saša Mesić.
Den elfte säsongen delades in i ett spelsystem, där vinnarna fick gå vidare i tävlan i kvarts- och semifinaler, för att sedan mötas i en final.

### Säsong 10 (2003)
Säsongen av sändes klockan 20.00 på fredagar på TV4 mellan 5 september och 21 november 2003. 
| Nr | Lag                    | Tävlande                                                                                                | Sändningsdatum | Tittarsiffror | Boyarder |
| -- | ---------------------- | --- | -------------- | ------------- | -------- |
| 1  | Nordenlaget            | Tone Bekkestad, Linda Lampenius, Erika Johnsson, Mats Ågren. Coachades av Hans Fahlén.                  | 5 september    | 1 541 000     | 31 740   |
| 1  | Midgårdlaget           | Marko Lehtosalo, Sara Sommerfeldt, Johan Petersson, Stefan Roos. Coachades av Kristin Kaspersen.        | 5 september    | 1 541 000     | 31 740   |
| 2  | Robinson               | Emma Andersson, Zübeyde Simsek, Leif Svensson, Martin Melin. Coachades av Kristin Kaspersen.            | 12 september   | 1 606 000     | 47 700   |
| 2  | Farmen                 | Benny Viberg, Qristina Ribohn, Marie Forsberg, Daniel Norling. Coachades av Hans Fahlén.                | 12 september   | 1 606 000     | 47 700   |
| 3  | Brandsta City Släckers | Glenn Borgkvist, Olle Östberg, Ulf Johansson, Mats Nilsson. Coachades av Kristin Kaspersen..            | 19 september   | 1 279 000     | 12 480   |
| 3  | A-teens                | Dhani Lennevald, Amit Paul, Sara Lumholdt, Marie Serneholt. Coachades av Hans Fahlén.                   | 19 september   | 1 279 000     | 12 480   |
| 4  | OS-laget 1994          | Magnus Svensson, Challe Berglund, Mats Näslund, Christian Due-Boije. Coachades av Hans Fahlén.          | 26 september   | 1 390 000     | 22 780   |
| 4  | VM-laget 1994          | Kennet Andersson, Pontus Kåmark, Roland Nilsson, Jan Eriksson. Coachades av Kristin Kaspersen.          | 26 september   | 1 390 000     | 22 780   |
| 5  | TV4-laget              | Agneta Sjödin, Elisabeth Frerot Södergren, Rickard Olsson, Vigor Sörman. Coachades av Hans Fahlén.      | 3 oktober      | 1 252 000     | 17 880   |
| 5  | Actionlaget            | Simon Ax, Andreas Lindquist, Anna Hellman, Malin Pedro. Coachades av Kristin Kaspersen.                 | 3 oktober      | 1 252 000     | 17 880   |
| 6  | Discobabes             | Denise Lopez, Tess Mattisson, Pauline Kamusewu, Therese Grankvist. Coachades av Hans Fahlén.            | 10 oktober     | 1 242 000     | 66 160   |
| 6  | Hammerfall             | Joacim Cans, Stefan Elmgren, Oscar Dronjak, Anders Johansson. Coachades av Kristin Kaspersen.           | 10 oktober     | 1 242 000     | 66 160   |
| 7  | Camp Molloy            | Peter Gereny, Natasha Westling, Thomas Pehrson, Frida Lindström. Coachades av Hans Fahlén.              | 17 oktober     | 1 359 000     | 55 560   |
| 7  | Gladiatorerna          | Roddy Benjaminsson, Niklas Larsson, Elin Sundell, Isabella de Salareff. Coachades av Kristin Kaspersen. | 17 oktober     | 1 359 000     | 55 560   |
| 8  | Raplaget               | Dogge Doggelito, Blues, Lilleman, Remedeeh. Coachades av Hans Fahlén.                                   | 24 oktober     | 1 196 000     | 2 230    |
| 8  | Schlagerlaget          | Nina Inhammar, Richard Herrey, Lina Hedlund, Mathias Holmgren. Coachades av Kristin Kaspersen.          | 24 oktober     | 1 196 000     | 2 230    |
| 9  | Barnprogramledarna     | Pernilla Wahlgren, Niclas Wahlgren, Josefine Sundström, Henry Chu. Coachades av Kristin Kaspersen.      | 31 oktober     | 1 303 000     | 32 750   |
| 9  | Kraftpaketet           | Armand Krajnc, Magnus Samuelsson, Kristin Samuelsson, Martin Lidberg. Coachades av Hans Fahlén.         | 31 oktober     | 1 303 000     | 32 750   |
| 10 | Big Brother            | Linda Rosing, Micke Lindgren, Peter Svensson, Kitty Jutbring. Coachades av Hans Fahlén.                 | 7 november     | 1 487 000     | 40 360   |
| 10 | Fame Factory           | Jessica Andersson, Dajana Lööf, Johan Thorsell, Magnus Bäcklund. Coachades av Kristin Kaspersen.        | 7 november     | 1 487 000     | 40 360   |
| 11 | Elitserien             | Stefan Liv, Johan Davidsson, Niklas Anger, Nils Ekman. Coachades av Hans Fahlén.                        | 14 november    | 1 051 000     | 5 060    |
| 11 | TV4 Sporten            | Patrick Ekwall, Max Grinndal, Jessica Almenäs, Johan Edlund. Coachades av Kristin Kaspersen.            | 14 november    | 1 051 000     | 5 060    |
| 12 | Äventyrarna            | Ola Skinnarmo, Fredrik Sträng, Renata Chlumska, Anna Drougge. Coachades av Hans Fahlén.                 | 21 november    | 1 236 000     | 70 890   |
| 12 | Simlandslaget          | Lars Frölander, Emma Igelström, Anna Lindberg, Anna-Karin Kammerling. Coachades av Kristin Kaspersen.   | 21 november    | 1 236 000     | 70 890   |

### Säsong 11 (2005)
Den elfte säsongen sändes klockan 20.00 på fredagar på TV4 mellan 4 februari och 22 april 2005. 
| Nr | Lag          | Tävlande | Sändningsdatum | Tittarsiffror |
| -- | ------------ | --- | -------------- | ------------- |
| 1  | Blondinerna  | Josefin Crafoord, Carolina Gynning, Johan Oldenmark, Vincent Hamilton. Coachades av Hans Fahlén.               | 4 februari     | 795 000       |
| 1  | Amazonerna   | Qristina Ribohn, Isabella de Salareff, Veronika Larsson, Pernilla Stjernfeldt. Coachades av Kristin Kaspersen. | 4 februari     | 795 000       |
| 2  | Järnfyran    | Martina Haag, Linus Wahlgren, Robert Wåtz, Marko Lehtosalo. Coachades av Kristin Kaspersen..                   | 11 februari    | 773 000       |
| 2  | Oskulderna   | Paul Tilly, Mille Lansburgh, Leila Lindholm, Fredrik Egriell. Coachades av Hans Fahlén..                       | 11 februari    | 773 000       |
| 3  | Bert-Pack    | Carola Szücs, Karl Martindahl, Johan Becker, Maja Gullstrand. Coachades av Kristin Kaspersen.                  | 18 februari    | 665 000       |
| 3  | Poeterna     | Bob Hansson, Stephen Simmonds, Olle Ljungström, Hans Pasquale Fronda. Coachades av Hans Fahlén.                | 18 februari    | 665 000       |
| 4  | Fab4         | Zübeyde Simsek, Jonas Wramell, Yesim Bilgic, Jimmy Schönning. Coachades av Kristin Kaspersen.                  | 25 februari    | 581 000       |
| 4  | Fjälljägarna | Sandra Dahlberg, Janne Wiklund, Fredrik Hedman, Martin Suorra. Coachades av Hans Fahlén.                       | 25 februari    | 581 000       |
| 5  | Extremerna   | Aprilia Hägglöf, Sverre Liljeqvist, Jon Olsson, Martin Johansson. Coachades av Hans Fahlén.                    | 4 mars         | 537 000       |
| 5  | Fight Club   | Thomas Järvheden, George Scott, Nick Kamali, Tereze Lindberg. Coachades av Kristin Kaspersen.                  | 4 mars         | 537 000       |
| 6  | Stureplan    | Fadde Darwich, Erik Zachrisson, Sofia Levander, Jesper Ekesiöö. Coachades av Hans Fahlén.                      | 11 mars        | 676 000       |
| 6  | Skåne        | Måns Nilsson, Anders Johansson, Ingar Sigvardsdotter, Anders S Nilsson. Coachades av Kristin Kaspersen.        | 11 mars        | 676 000       |
| 7  | Poeterna     | Bob Hansson, Stephen Simmonds, Olle Ljungström, Hans Pasquale Fronda. Coachades av Hans Fahlén.                | 18 mars        | 595 000       |
| 7  | Oskulderna   | Paul Tilly, Mille Lansburgh, Leila Lindholm, Fredrik Egriell. Coachades av Kristin Kaspersen.                  | 18 mars        | 595 000       |
| 8  | Fjälljägarna | Sandra Dahlberg, Janne Wiklund, Fredrik Hedman, Martin Suorra. Coachades av Hans Fahlén.                       | 25 mars        | 511 000       |
| 8  | Skåne        | Måns Nilsson, Anders Johansson, Ingar Sigvardsdotter, Anders S Nilsson. Coachades av Kristin Kaspersen.        | 25 mars        | 511 000       |
| 9  | Amazonerna   | Qristina Ribohn, Isabella de Salareff, Veronika Larsson, Pernilla Stjernfeldt. Coachades av Kristin Kaspersen. | 1 april        | 478 000       |
| 9  | Extremerna   | Aprilia Hägglöf, Sverre Liljeqvist, Jon Olsson, Martin Johansson. Coachades av Hans Fahlén.                    | 1 april        | 478 000       |
| 10 | Oskulderna   | Paul Tilly, Mille Lansburgh, Leila Lindholm, Fredrik Egriell. Coachades av Hans Fahlén.                        | 8 april        | 489 000       |
| 10 | Skåne        | Måns Nilsson, Anders Johansson, Ingar Sigvardsdotter, Anders S Nilsson. Coachades av Kristin Kaspersen.        | 8 april        | 489 000       |
| 11 | Jokrarna     | Thomas Järvheden, Jimmy Schönning, Josefin Crafoord, Zübeyde Simsek. Coachades av Kristin Kaspersen.           | 15 april       | 781 000       |
| 11 | Extremerna   | Aprilia Hägglöf, Sverre Liljeqvist, Jon Olsson, Martin Johansson. Coachades av Hans Fahlén.                    | 15 april       | 781 000       |
| 12 | Jokrarna     | Thomas Järvheden, Jimmy Schönning, Josefin Crafoord, Zübeyde Simsek. Coachades av Hans Fahlén.                 | 22 april       | 813 000       |
| 12 | Oskulderna   | Paul Tilly, Mille Lansburgh, Leila Lindholm, Fredrik Egriell. Coachades av Kristin Kaspersen.                  | 22 april       | 813 000       |

## Efter uppehåll - originalet var delvis tillbaka
I mars 2010 meddelade TV4 att man skulle spela in nya avsnitt av Fångarna på fortet med anledning av att TV4 firade tjugo år som TV-kanal. Den här gången var både Gunde Svan och Agneta Sjödin programledare/coach för varsitt lag. Rolf Skoglund spelade Bebé Fouras (Fader Fouras son) som gåtmannen i tornet. Enligt programmet hade Fader Fouras gått ur tiden och hans son Bebé hade kommit till fortet för att hämta sitt arv. Han ersatte således Dan Bäckman (Felix Herngren) och Fader Fouras (Stig Ossian Ericson) som gåtmannen. Dessutom var dvärgarna och La Boule tillbaka igen, efter att ha fått avstå under de två föregående säsongerna. I maj 2010 meddelades vilka kändisar som skulle deltaga på fortet.
Upplägget med två lag kvarstod: det ena laget coachades av Svan och det andra av Sjödin. Det laget som först fick ihop fem nycklar slog ut motståndarlaget och fick vara med om äventyren samt fick tävla om pengarna i skattkammaren.

### Säsong 12 (2010)
Säsongen delades in i två säsongshalvor. Även till denna säsong behöll man duellmötena, men samtidigt tog man tillbaka Gunde Svan och Agneta Sjödin som programledare.

#### Första säsongshalvan
Sändes i augusti-september 2010.
| Avsnitt | Lag             | Tävlande | Sändningsdatum | Tittarsiffror | Boyarder |
| ------- | --------------- | --- | -------------- | ------------- | -------- |
| 1       | Fortets mästare | Marie Svan, Isabella de Salareff, Magnus Samuelsson, Casper Janebrink Coachades av Agneta Sjödin & Gunde Svan. | 23 augusti     | 1 717 000     | 38 000   |
| 1       | Svenska mästare | Malin Ewerlöf Krepp, Armand Krajnc, Susanne Gunnarsson, Patrik Sjöberg Coachades av Gunde Svan.                | 23 augusti     | 1 717 000     | 38 000   |
| 2       | Idol            | Kevin Borg, Sibel Redzep, Rabih Jaber, Eddie Razaz Coachades av Gunde Svan.                                    | 24 augusti     | 1 771 000     | 9 120    |
| 2       | Let's dance     | Tobias Karlsson, Dermot Clemenger, Willy Björkman, Ann Wilson Coachades av Agneta Sjödin & Gunde Svan.         | 24 augusti     | 1 771 000     | 9 120    |
| 3       | Handbollslaget  | Magnus Wislander, Ljubomir Vranjes, Andreas Larsson, Johan Petersson Coachades av Gunde Svan & Agneta Sjödin.  | 25 augusti     | 1 532 000     | 42 700   |
| 3       | Fotbollslaget   | Thomas Bodström, Gary Sundgren, Niclas Alexandersson, Andreas Andersson Coachades av Agneta Sjödin.            | 25 augusti     | 1 532 000     | 42 700   |
| 4       | Tv-bönderna     | Thilde Höök, Fredrik Karlsson, Peter Gustafsson, Karl Petter Bergvall Coachades av Gunde Svan & Agneta Sjödin. | 30 augusti     | 1 465 000     | 32 750   |
| 4       | Smash hits      | Arash Labaf, Sara Lumholdt, Jonas "Basshunter" Altberg, Mikkey Dee Coachades av Agneta Sjödin.                 | 30 augusti     | 1 465 000     | 32 750   |
| 5       | Barn            | Felicia Book, Benjamin Wahlgren, Melina Herrey, Roderick Crafoord Coachades av Gunde Svan & Agneta Sjödin.     | 31 augusti     | 1 542 000     | 22 350   |
| 5       | Föräldrar       | Anna Book, Pernilla Wahlgren, Richard Herrey, Josefin Crafoord Coachades av Agneta Sjödin.                     | 31 augusti     | 1 542 000     | 22 350   |
| 6       | Fortets mästare | Marie Svan, Isabella de Salareff, Magnus Samuelsson, Casper Janebrink Coachades av Agneta Sjödin.              | 1 september    | 1 509 000     | 0        |
| 6       | Handbollslaget  | Magnus Wislander, Ljubomir Vranjes, Andreas Larsson, Johan Petersson Coachades av Gunde Svan.                  | 1 september    | 1 509 000     | 52 550   |

#### Andra säsongshalvan
Sändes i december 2010 och januari 2011.
| Nr | Lag            | Tävlande | Sändningsdatum | Tittarsiffror | Boyarder |
| -- | -------------- | --- | -------------- | ------------- | -------- |
| 1  | Skidlandslaget | Anna Haag, Charlotte Kalla, Emil Jönsson, Robin Bryntesson Coachades av Agneta Sjödin & Gunde Svan           | 25 december    | 1 124 000     | 38 650   |
| 1  | Marcus änglar  | Carin da Silva, Denise Lopez, Marcus Schenkenberg, Margarita Maiseyenka Coachades av Gunde Svan.             | 25 december    | 1 124 000     | 38 650   |
| 2  | Nätkatterna    | Anchisa Wallström, Isabella Löwengrip, Paulina Maria Danielsson, Petra Tungården Coachades av Agneta Sjödin. | 1 januari      | 1 226 000     | 22 450   |
| 2  | Alfapumorna    | Johanna Toftby, Regina Lund, Tina Leijonberg, Tintin Anderzon Coachades av Gunde Svan & Agneta Sjödin.       | 1 januari      | 1 226 000     | 22 450   |
| 3  | Curlinglaget   | Anna Le Moine, Cathrine Lindahl, Eva Lund, Peja Lindholm Coachades av Gunde Svan.                            | 8 januari      | 1 021 000     | 37 610   |
| 3  | Kampsportarna  | Andreas Halldén, Magdalena Kowalczyk, Musse Hasselvall, Usama Aziz Coachades av Agneta Sjödin & Gunde Svan.  | 8 januari      | 1 021 000     | 37 610   |
| 4  | Larz-Kristerz  | Mikael Eriksson, Peter Larsson, Stefan Nykvist, Torbjörn Eriksson Coachades av Gunde Svan.                   | 15 januari     | 1 149 000     | 0        |
| 4  | Hammerfall     | Fredrik Larsson, Joacim Cans, Oscar Dronjak, Pontus Norgren Coachades av Agneta Sjödin & Gunde Svan.         | 15 januari     | 1 149 000     | 0        |
| 5  | Storasyskon    | Blossom Tainton-Lindquist, Henrik Palm, Henrik Rongedal, Lucette Rådström Coachades av Gunde Svan.           | 22 januari     | 1 184 000     | 6 650    |
| 5  | Småsyskon      | Johan Palm, Magnus Rongedal, Themba Tainton, Wendy Rådström Coachades av Agneta Sjödin & Gunde Svan.         | 22 januari     | 1 184 000     | 6 650    |
| 6  | Skidlandslaget | Anna Haag, Charlotte Kalla, Emil Jönsson, Robin Bryntesson Coachades av Gunde Svan.                          | 29 januari     | 1 147 000     | 35 730   |
| 6  | Kampsportarna  | Andreas Halldén, Magdalena Kowalczyk, Musse Hasselvall, Usama Aziz Coachades av Agneta Sjödin.               | 29 januari     | 1 147 000     | 26 060   |

### Säsong 13 (2011)
Säsong 13 producerades och spelades in i början av juni 2011. Totalt spelades det in tolv program den 6-14 juni sommaren 2011, vilket sändes under samma höst. Första avsnittet sändes den 23 augusti 2011, och säsongen avslutades den 22 oktober samma år.

Likt säsongerna som sändes 2003, 2005 och 2010-2011 var även denna säsong duelluppdelad, dvs. det var två lag som mötte varandra per avsnitt. Gunde Svan och Agneta Sjödin var även i denna säsong kombinerade coacher och programledare på fortet. Denna säsong var Kurt Olsson personen som ställde gåtor i tornet. Den 21 maj meddelade TV4 de första deltagarna som skulle tävla i denna säsong, varvid listan kompletterades fram till den 29 maj. Deltagaren Frank Andersson valde dock att hoppa av sin medverkan på fortet på grund av sjukdom. Först den 20 augusti meddelade TV4 de exakta laguppställningarna, även om vissa lag bytte lagnamn till och från episoderna redovisades.

#### Avsnitten
Säsongen sändes i augusti-oktober 2011.
| Nr | Lag               | Tävlande | Sändningsdatum | Tittarsiffror | Boyarder |
| -- | ----------------- | --- | -------------- | ------------- | -------- |
| 1  | Let's Dance       | Malin Johansson, Annika Sjöö, Isabel Edvardsson, Tina Thörner. Coachades av Agneta Sjödin.                     | 23 augusti     | 991 000       | 44 190   |
| 1  | Melodifestivalen  | Sebastian Karlsson, Rickard Olsson, Anders Fernette, Linda Pritchard. Coachades av Gunde Svan & Agneta Sjödin. | 23 augusti     | 991 000       | 44 190   |
| 2  | Kvinnliga mästare | Emma Igelström, Anette Norberg, Anna Carin Zidek, Kim Martin. Coachades av Gunde Svan.                         | 24 augusti     | 992 000       | 31 230   |
| 2  | Manliga mästare   | Per Fosshaug, Thomas Wassberg, Henrik Dagård, Torgny Mogren. Coachades av Agneta Sjödin & Gunde Svan.          | 24 augusti     | 992 000       | 31 230   |
| 3  | NHL-laget         | Jonas Gustavsson, Loui Eriksson, Calle Gunnarsson, Mattias Tedenby. Coachades av Agneta Sjödin & Gunde Svan.   | 25 augusti     | 985 000       | 47 760   |
| 3  | Fotbollslaget     | Magnus Hedman, Niklas Skoog, Yksel Osmanovski, Robert Prytz. Coachades av Gunde Svan.                          | 25 augusti     | 985 000       | 47 760   |

##### Turnén
Det lag som i duellmötet står överst bar vita tröjor medan det lag som står underst i duellmötet bar svarta tröjor. 
| Nr | Lag               | Tävlande | Sändningsdatum | Tittarsiffror | Boyarder |
| -- | ----------------- | --- | -------------- | ------------- | -------- |
| 4  | Babsans Boys      | Mathias Holmgren, Lars-Åke "Babsan" Wilhelmsson, Peter Kondrup, Anders Östman. Coachades av Gunde Svan.                     | 27 augusti     | 727 000       | 42 670   |
| 4  | Ankans toys       | Anna Anka, Johan ”Plexus” Oldenmark, Nick Söderblom, Martin Lidberg. Coachades av Agneta Sjödin & Gunde Svan.               | 27 augusti     | 727 000       | 42 670   |
| 5  | Barn              | Anton Hysén, Sandra Bergqvist, Hayat Ashkar, Max Östlund. Coachades av Gunde Svan & Agneta Sjödin.                          | 3 september    | 1 034 000     | 18 390   |
| 5  | Föräldrar         | Glenn Hysén, Yvonne Ryding, Doreen Månsson, Marie-Helene "Billan" Östlund. Coachades av Agneta Sjödin.                      | 3 september    | 1 034 000     | 18 390   |
| 6  | Små på 90-talet   | Jennie Benjaminsson, Gurkan Gasi, Gina Dirawi, Julia Svan. Coachades av Agneta Sjödin & Gunde Svan.                         | 10 september   | 850 000       | 19 820   |
| 6  | Stora på 90-talet | Sanna Ekman, Amit Paul, Camilla Henemark, Johannes Brost. Coachades av Gunde Svan.                                          | 10 september   | 850 000       | 19 820   |
| 7  | Småsyskon         | Carin da Silva, Fredrik ”Freddan” Jönsson, Hannah Montazami, Karl Dyall. Coachades av Agneta Sjödin & Gunde Svan.           | 17 september   | 1 010 000     | 36 730   |
| 7  | Storasyskon       | Daniel da Silva, Martin Jönsson, Sara Montazami, Sharon Dyall. Coachades av Gunde Svan.                                     | 17 september   | 1 010 000     | 36 730   |
| 8  | Love Generation   | Cornelia Jakobsdotter Samuelsson, Sacha Jean-Baptiste, Melanie Taylor, Martina Braun Wolgast. Coachades av Gunde Svan.      | 24 september   | 941 000       | 13 240   |
| 8  | The Poodles       | Christian ”Kicken” Lundqvist, Jakob Samuel, Pontus Egberg, Christoffer Gustafsson. Coachades av Agneta Sjödin & Gunde Svan. | 24 september   | 941 000       | 13 240   |
| 9  | Handbollarna      | Andreas Larsson, Isabelle Gulldén, Linnea Torstenson, Johan Petersson. Coachades av Gunde Svan.                             | 1 oktober      | 841 000       | 34 980   |
| 9  | Studsbollarna     | Bianca Fernström, Joe Jobe, Filmon Michael, David Dalmo. Coachades av Agneta Sjödin & Gunde Svan.                           | 1 oktober      | 841 000       | 34 980   |
| 10 | Fotbollsstadion   | Frida Östberg, Victoria Sandell Svensson, Malin Moström, Hanna Ljungberg. Coachades av Gunde Svan & Agneta Sjödin.          | 8 oktober      | 978 000       | 760      |
| 10 | TV-studion        | Anders Andersson, Anna Brolin, Olof Lundh, Patrick Ekwall. Coachades av Agneta Sjödin.                                      | 8 oktober      | 978 000       | 760      |
| 11 | Biggest Winners   | Magnus Samuelsson, Kristin Samuelsson, Jimmy Nordin, Anders Holmertz. Coachades av Agneta Sjödin.                           | 15 oktober     | 989 000       | 28 460   |
| 11 | Biggest Losers    | Mårten Nylén, Karl-Fredrik Jonsson, Maria Forsberg, Linn Forsberg. Coachades av Gunde Svan & Agneta Sjödin.                 | 15 oktober     | 989 000       | 28 460   |
| 12 | Småsyskon         | Carin da Silva, Fredrik ”Freddan” Jönsson, Hannah Montazami, Karl Dyall Coachades av Gunde Svan.                            | 22 oktober     | 1 063 000     | 24 940   |
| 12 | Ankans toys       | Anna Anka, Johan ”Plexus” Oldenmark, Nick Söderblom, Martin Lidberg. Coachades av Agneta Sjödin.                            | 22 oktober     | 1 063 000     | 48 310   |

### Säsong 14 (2012-13)
Den 23 maj 2012 bekräftade TV4 genom tidningen Expressen att man skulle producera ytterligare en säsong med Gunde Svan och Agneta Sjödin under 2012. Inspelningarna skedde 12-20 juni 2012, då man spelade in säsongens totalt tolv avsnitt. Dessa avsnitt delades in i två halvor, där de första sex avsnitten sändes på fredagar mellan den 24 augusti och 28 september 2012 och de resterande avsnitten på lördagar mellan den 16 mars och 20 april 2013.
Till denna säsong släpptes aldrig en officiell deltagarlista, utan det enda som sades var att cirka etthundra personer skulle komma att tävla på fortet. Kurt Olsson hade efter föregående säsong lämnat fortet, som därmed fick även en ny gåtman, Stellan Silvertass. Stellan spelades av komikern Peter Magnusson. Till skillnad från övriga säsonger (undantaget två avsnitt i säsongen innan) hade gåtmannen i denna säsong permanent flyttat ned från tornet till ett rum i fortets källare, kallat vaktmästeriet.
Även i denna säsong tävlade två lag i varje avsnitt som mötte varandra i dueller och celler. Likt säsongen innan blev det laget som hade samlat ihop flest nycklar först, total sex stycken nycklar i denna säsong, som fick göra äventyren och skattkammaren. Till skillnad från de två tidigare säsongerna gjordes dock inget finalprogram mellan de två lag som under säsongens gång samlat ihop mest pengar.
Enligt TV4 är denna säsong den egentliga tionde säsongen, då man inte räknar med den allra första säsongen, de två säsonger som TV3 producerade samt Fortet-säsongerna år 2003 och 2005.

#### Avsnitt

##### Första säsongshalvan
De första sex avsnitten sändes på fredagar kl. 20.00-21.30. 
| Nr    | Lag            | Tävlande | Sändningsdatum | Tittarsiffror | Boyarder |
| ----- | -------------- | --- | -------------- | ------------- | -------- |
| 1 (1) | Let's Dance    | Anton Hysén, Sigrid Bernson, Dermot Clemenger, Ann Wilson. Coachades av Agneta Sjödin.                            | 24 augusti     | 799 000       | 41 210   |
| 1 (1) | Skidstjärnorna | Thobias Fredriksson, Patrik Järbyn, André Myhrer, Thomas Wassberg. Coachades av Gunde Svan & Agneta Sjödin.       | 24 augusti     | 799 000       | 41 210   |
| 2 (2) | 80-tal         | Micke ”Syd” Andersson, Christer Sandelin, Peo Thyrén, Dag Finn. Coachades av Agneta Sjödin.                       | 31 augusti     | 872 000       | 23 560   |
| 2 (2) | 90-tal         | Peter Wahlbeck, Camilla Henemark, Håkan Hemlin, Douglas Leon. Coachades av Gunde Svan & Agneta Sjödin.            | 31 augusti     | 872 000       | 23 560   |
| 3 (3) | Dansband       | Casper Janebrink, Thomas Deutgen, Erika Sjöström, Mathias Holmgren. Coachades av Gunde Svan.                      | 7 september    | 829 000       | 33 790   |
| 3 (3) | Hårdrock       | Christian Lundqvist, Ralf Gyllenhammar, Martin Westerstrand, Nicke Borg. Coachades av Agneta Sjödin & Gunde Svan. | 7 september    | 829 000       | 33 790   |
| 4 (4) | Barnkanalen    | Nic Schröder, Josefin Johansson, Nassim Al Fakir, Ola Selmén. Coachades av Gunde Svan & Agneta Sjödin.            | 14 september   | 836 000       | 27 120   |
| 4 (4) | Lattjo Lajban  | Johanna Karlsson, Morgan "Mojje" Johansson, Mimmi Sandén, Tobbe Blom. Coachades av Agneta Sjödin.                 | 14 september   | 836 000       | 27 120   |
| 5 (5) | Akademiker     | Peter Pluntky, Pererik Åberg, Stefan Branth, Patrik Norqvist. Coachades av Agneta Sjödin.                         | 21 september   | 812 000       | 31 100   |
| 5 (5) | Bönder         | Pär-Ola Nyström, Susanne Brännemo, Roger Karlsson, Fredrik Karlsson. Coachades av Gunde Svan & Agneta Sjödin.     | 21 september   | 812 000       | 31 100   |
| 6 (6) | Muskeltjejer   | Ann-Sofi Reisek, Heidi Andersson, Isabella de Salareff, Olga Rönnberg. Coachades av Gunde Svan.                   | 28 september   | 763 000       | 26 630   |
| 6 (6) | Muskelkillar   | Jörgen Kruth, Roger Zapfe, Mårten Nylén, Johan "Plexus" Odelmark. Coachades av Agneta Sjödin & Gunde Svan.        | 28 september   | 763 000       | 26 630   |

##### Andra säsongshalvan
De resterande sex avsnitten sändes på lördagar kl. 20.00-21.30.
| Nr     | Lag               | Tävlande | Sändningsdatum | Tittarsiffror | Boyarder |
| ------ | ----------------- | --- | -------------- | ------------- | -------- |
| 1 (7)  | Farmen            | Özcan Yildiz, Veronica Larsson, Jan "Blondie" Hammarlöf, Qristina Ribohn. Coachades av Gunde Svan.                  | 16 mars        | 1 248 000     | 46 310   |
| 1 (7)  | Robinson          | Mariana Hammarling Dehlin, Anna Lundh, Leif Svensson, Robert Andersson,. Coachades av Agneta Sjödin och Gunde Svan. | 16 mars        | 1 248 000     | 46 310   |
| 2 (8)  | Hallbergs hunkar  | Jonas Hallberg, Joakim Nätterqvist, Magnus Hedman, David "D-Flex" Seisay. Coachas av Agneta Sjödin och Gunde Svan.  | 23 mars        | 1 158 000     | 38 840   |
| 2 (8)  | Musses Fighters   | Musse Hasselvall, Frida Wallberg, Armand Krajnc, Andreas Halldén. Coachades av Gunde Svan.                          | 23 mars        | 1 158 000     | 38 840   |
| 3 (9)  | Saras supertjejer | Sara Sommerfeld, Sara Lumholdt, Jessica Andersson, Josefin Crafoord. Coachades av Agneta Sjödin och Gunde Svan.     | 30 mars        | 926 000       | 21 970   |
| 3 (9)  | Timoteij          | Cecilia Kallin, Bodil Bergström, Elina Thorsell, Johanna Pettersson. Coachades av Gunde Svan.                       | 30 mars        | 926 000       | 21 970   |
| 4 (10) | Mästerkockar      | Sigrid Bárány, Dennis Johansson, Josefina Drake, Josephine Lindqvist. Coachades av Gunde Svan.                      | 6 april        | 1 028 000     | 39 260   |
| 4 (10) | Världsmästare     | Per Elofsson, Emma Igelström, Anna Le Moine, Per Fosshaug. Coachades av Agneta Sjödin och Gunde Svan.               | 6 april        | 1 028 000     | 39 260   |
| 5 (11) | Pernillas Boys    | Pernilla Wahlgren, Andreas Lundstedt, Nicklas Hogner, Jakob Stadell. Coachades av Gunde Svan och Agneta Sjödin.     | 13 april       | 1 050 000     | 34 520   |
| 5 (11) | Tobbes girls      | Tobias Karlsson, Molly Nutley, Tess Merkel, Maria Lundqvist. Coachades av Agneta Sjödin.                            | 13 april       | 1 050 000     | 34 520   |
| 6 (12) | Top Cats          | Jon Kleppenes, Martin Lindahl, Olle Sätterström, Robert Jansson (musiker). Coachas av Agneta Sjödin och Gunde Svan. | 20 april       | 1 019 000     | 33 470   |
| 6 (12) | Tony's Tigers     | Tony Irving, Peter Gustafsson, Kristoffer Hellström, Kevin Borg. Coachades av Gunde Svan.                           | 20 april       | 1 019 000     | 33 470   |

### Säsong 15 (2013-14)
Den 16 maj 2013 bekräftade en fransk fansajt att TV4 skulle komma att producera en femtonde säsong av programmet. Dessa avsnitt, totalt tolv stycken, spelades in under juni 2013. Likt den föregående höstsäsongen delades säsongen in i två säsongshalvor, där den första säsongshalvan bestod av fyra avsnitt som sändes under augusti-september 2013 medan den andra säsongshalvan bestod av åtta avsnitt som sändes under januari-februari 2014.
Den 8 juni gick tidningen Aftonbladet ut med en deltagarlista, som innehöll totalt 36 deltagare, deltagare som TV4 dock inte bekräftade. Denna lista kom senare att kompletteras med fler deltagare, främst då programmen började att sändas. På grund av en flygledarstrejk i Frankrike, som ägde rum samtidigt som de svenska inspelningarna, tvingades TV4 byta ut deltagare som inte hade möjlighet att få till vettiga resvägar att ta sig till staden La Rochelle, där fortet är byggt. Totalt kom 72 personer att tävla på fortet.
Till denna säsong bytte TV4 även ut gåtmannen från föregående säsong (vilket var karaktären Stellan Silvertass, spelad av komikern Peter Magnusson) till Pápá Fouras (spelad av skådespelaren Börje Ahlstedt). Den nya gåtmannen huserade till skillnad mot sin föregångare i fortets torn och inte i fortets källare.
Enligt TV4 är denna säsong den egentliga elfte säsongen, då man inte räknar med den allra första säsongen, de två säsonger som TV3 producerade samt Fortet-säsongerna år 2003 och 2005.

#### Upplägg och regler
Likt de senaste säsongerna var det duellupplägg som gällde även för denna säsong, dock med några större förändringar. För det första bestod varje lag av endast tre personer. I tidigare duellsäsonger (2003, 2005 och 2010-2012) var det fyra i varje lag. I den här säsongen hade varje lag heller inget unikt lagnamn som i tidigare säsonger, utan lagen hade namn enligt den färg på tröja de tävlade i (förutom i avsnittet i landskampen mellan Sverige och Norge). I den här säsongen tävlade lagen i blåa (Lag Blå) respektive gröna (Lag Grön) tröjor. Att varje lag bara bestod av tre deltagare berodde på (enligt programmet) att varje lagkapten hade fått utmana någon och därefter hade varje lagkapten fått välja ytterligare två deltagare till sitt lag. I de andra duellsäsongerna som TV4 har sänt var det istället lag som hade deltagare med ungefärlig samma bakgrund (som exempelvis ishockeyspelare, dansare, fotbollsspelare etc.).
Till skillnad mot tidigare säsonger gjorde nu bägge lagen både nyckeljakt, äventyr och skattkammaren. Till en början hade båda lagen 30 minuter på sig att samla ihop som mest 7 nycklar. Om något lag hann upp till denna summa först bröts tiden och äventyren inleddes direkt, om inget lag hade kommit upp till sju nycklar efter 30 minuter bröts tiden och äventyren började. Lagen kunde i denna säsong nämligen samla ihop resterande nycklar vid skattkammaren. Under nyckeljakten gjorde lagen både celler (enskilt), dueller (mellan lagen) och gåtor (duell mellan varsin lagmedlem). I vissa dueller kunde lagen ta mer en 1 nyckel. I äventyren hade sedan varje lag fyra chanser på sig att samla ihop ledtrådar. Likt tidigare säsonger öppnades ledtrådarna först vid skattkammaren. Även i äventyren var det både enskilda äventyr samt duelläventyr och en gåta, i duell mellan lagen. Även i äventyren kunde lagen i vissa dueller tjäna ihop mer än 1 ledtråd.
Efter att äventyren var avklarade samlades båda lagen utanför skattkammaren. Efter att grinden till skattkammaren hade gått upp och boyarderna (fortets mynt) hade trillat ned i skattbåset skulle lagen springa in i skattkammaren och låsa upp sin del av skattbåset. Skattbåset var uppdelad i två delar, en för varje lag. Om laget inte hade samlat ihop 7 nycklar fanns nu chansen att genom en vevmaskin veva upp totalantalet nycklar för att sedan låsa upp skattbåset. När detta var gjort skulle laget samla ihop boyarder och stoppa ned dem i lagets behållare. Behållaren satt fast på ett träbord med en spärr. När laget hade samlat ihop tillräckligt med mynt lossnade spärren och frigjorde ett verktyg som laget kunde använda för att öppna sina ledtrådar med. När laget sedan hade kommit på lösenordet till skatten skulle detta bokstaveras på en stapel och sedan skulle laget dra i en spak. Vid rätt lösenord frigjordes nu behållaren helt, annars fick laget offra en medlem för att få ut en ytterligare ledtråd. Om det dock var rätt lösenord skulle laget ta sin behållare och springa ut från skattkammaren och sätta behållaren på en pinne. Laget som gjorde detta först vann den omgången.
I denna säsong räknades aldrig antalet boyarder i behållarna utan det vinnande laget fick 30 000 kronor att fördela till valfri välgörenhetsorganisation.
I de sista programmen för respektive säsongshalva avgjordes skattkammaren på kvällen eller natten istället för på dagen. Detta gick då under namnet Nattfinal. Det kan dock förtydligas att det handlade inte om någon säsongsfinal mellan två lag som hade under säsongens gång fått ihop mest pengar, utan om två lag som i just dessa avsnitt medverkade i programmens säsongsavslutningar utan att ha tävlat innan. 

##### Insamlade pengar
Även i denna säsong bestämde varje vinnande lag själva var de insamlade pengarna skulle gå. Tabellen nedan visar till vem de vinnande lagen skänkte sina pengar.
| Episod | Vinnande lag   | Vart pengarna skänktes         |
| ------ | -------------- | ------------------------------ |
| 15.1.1 | Grön           | Utrotningshotade djur (tigrar) |
| 15.1.2 | Blå            | Perspektiv                     |
| 15.1.3 | Sverige (Grön) | Barncancerfonden               |
| 15.1.4 | Grön           | MOD                            |
| 15.2.1 | Blå            | Uncief                         |
| 15.2.2 | Grön           | Barncancerfonden               |
| 15.2.3 | Grön           | Barncancerfonden               |
| 15.2.4 | Grön           | Cancerfonden                   |
| 15.2.5 | Blå            | Barncancerfonden               |
| 15.2.6 | Blå            | Svenska Afghanistankommittén   |
| 15.2.7 | Grön           | Hjärt-Lungfonden               |
| 15.2.8 | Blå            | Barncancerfonden               |

#### Avsnitt

##### Första säsongshalvan
De första fyra avsnitten sändes på fredagar kl. 20.00-21.30. 
| Nr      | Tävlande                                                                               | Tävlande                                                                            | Sändningsdatum | Antal tittare |
| ------- | -------------------------------------------------------------------------------------- | ----------------------------------------------------------------------------------- | -------------- | ------------- |
| 1 (1:1) |                                                                                        | Cecilia Frode, Jarmo Mäkinen, Susanne Thorson. Coachades av Agneta Sjödin.          | 23 augusti     | 874 000       |
| 1 (1:1) | Pia Johansson, Gustaf Hammarsten, Marie Richardson. Coachades av Gunde Svan.           |                                                                                     | 23 augusti     | 874 000       |
| 2 (2)   |                                                                                        | Mange Schmidt, Yankho Kamwendo, Zinat Pirzadeh. Coachades av Agneta Sjödin.         | 30 augusti     | 802 000       |
| 2 (2)   | Eric Amarillo, Rakel Wärmländer, Erik Johansson. Coachades av Gunde Svan.              |                                                                                     | 30 augusti     | 802 000       |
| 3 (3)   |                                                                                        | Liv Grete Poirée, Finn Jagge, Andrine Flemmen (Norge!). Coachades av Agneta Sjödin. | 6 september    | 642 000       |
| 3 (3)   | Magdalena Forsberg, Lars Frölander, Malin Ewerlöf (Sverige!). Coachades av Gunde Svan. |                                                                                     | 6 september    | 642 000       |
| 4 (4)   |                                                                                        | Anders Bagge, Robert Wåtz, Josefin Crafoord. Coachades av Gunde Svan.               | 13 september   | 807 000       |
| 4 (4)   | Rickard Sjöberg, Sandra Dahlberg, Patrick Ekwall. Coachades av Agneta Sjödin.          |                                                                                     | 13 september   | 807 000       |

##### Andra säsongshalvan
De resterande åtta avsnitten sändes på fredagar mellan den 3 januari och 21 februari 2014. 
| Nr     | Tävlande                                                                                  | Tävlande                                                                                 | Sändningsdatum | Antal tittare |
| ------ | ----------------------------------------------------------------------------------------- | ---------------------------------------------------------------------------------------- | -------------- | ------------- |
| 1 (5)  |                                                                                           | Elisa Lindström, Tobias Karlsson, Leif Svensson. Coachades av Agneta Sjödin.             | 3 januari      | 931 000       |
| 1 (5)  | Amy Diamond, Peter "Pansar" Blaha, Harald Treutiger. Coachades av Gunde Svan.             |                                                                                          | 3 januari      | 931 000       |
| 2 (6)  |                                                                                           | Cecilia "Amazon" Benjaminsson, Ann Söderlund, Magnus Hedman. Coachades av Gunde Svan.    | 10 januari     | 917 000       |
| 2 (6)  | Roddy "Hero" Benjaminsson, Pernilla Wahlgren, Tone Bekkestad. Coachades av Agneta Sjödin. |                                                                                          | 10 januari     | 917 000       |
| 3 (7)  |                                                                                           | Christian ”Kicken” Lundqvist, Katrin Sundberg, Björn Bengtsson. Coachades av Gunde Svan. | 17 januari     | 942 000       |
| 3 (7)  | Mikkey Dee, Tony Irving, Gladys del Pilar. Coachades av Gunde Svan.                       |                                                                                          | 17 januari     | 942 000       |
| 4 (8)  |                                                                                           | Vendela Kirsebom, Johanna Sjöberg, Peter Wahlbeck. Coachades av Agneta Sjödin.           | 24 januari     | 897 000       |
| 4 (8)  | Marcus Schenkenberg, Hanna Ljungberg, Frida Östberg. Coachades av Gunde Svan.             |                                                                                          | 24 januari     | 897 000       |
| 5 (9)  |                                                                                           | Charlotte Kalla, Henrik Windstedt, Stig Strand. Coachades av Agneta Sjödin.              | 31 januari     | 916 000       |
| 5 (9)  | Lars Frölander, Dan Corneliusson, Sofia Mattson. Coachades av Gunde Svan.                 |                                                                                          | 31 januari     | 916 000       |
| 6 (10) |                                                                                           | Torgny Mogren, Markus Granseth, Elin Klinga. Coachades av Agneta Sjödin.                 | 7 februari     | 830 000       |
| 6 (10) | Thomas Wassberg, Dogge Doggelito, Susanne Gunnarsson. Coachades av Gunde Svan.            |                                                                                          | 7 februari     | 830 000       |
| 7 (11) |                                                                                           | Ara Abrahamian, Sigrid Bernson, Ralf Gyllenhammar. Coachades av Agneta Sjödin.           | 14 februari    | 799 000       |
| 7 (11) | Frank Andersson, Doreen Månsson, Armand Krajnc. Coachades av Gunde Svan.                  |                                                                                          | 14 februari    | 799 000       |
| 8 (12) |                                                                                           | Leif Mannerström, Alexandra Zazzi, Sigrid Barany. Coachades av Gunde Svan.               | 21 februari    | 950 000       |
| 8 (12) | Carl-Jan Granquist, Carina Brydling, Christina Gyllner. Coachades av Agneta Sjödin.       |                                                                                          | 21 februari    | 950 000       |

### Säsong 16 (2014-15)
Den sextonde säsongen av Fångarna på fortet bestod av 12 avsnitt, vilka spelades in mellan den 5 och 13 juni 2014. Säsongen sändes sedan i två halvor; den första under perioden 30 augusti och 11 oktober 2014 (med ett avbrott på en vecka på grund av sändningarna kring Riksdagsvalet i Sverige 2014), och den andra under perioden 16 januari och 20 februari 2015. Inför inspelningarna presenterade TV4 namnen på de 72 deltagarna, men laguppställningarna presenterades först inför respektive programstart.
Likt säsongerna från 2003 var det duellupplägg även i denna säsong och precis som i den föregående säsongen bestod varje lag av tre deltagare (en lagkapten och två medtävlande). Lagen hette Röd och Blå. Gåtmannen Papa Fouras, spelad av Börje Ahlstedt, var även gåtmannen i denna säsong. Utöver att TV4 spelade in sin säsong så kom även Azerbajdzjan, Frankrike, Marocko, Nederländerna, Quebec (den fransktalande delen i Kanada), Ryssland och Storbritannien att spela in säsonger.

#### Avsnitt

##### Första säsongshalvan
Avsnitten i denna säsongshalva sändes på lördagar kl. 20.00-21.30. 
| Nr    | Tävlande                                                                             | Tävlande                                                                        | Sändningsdatum | Antal tittare |
| ----- | ------------------------------------------------------------------------------------ | ------------------------------------------------------------------------------- | -------------- | ------------- |
| 1 (1) |                                                                                      | William Pitts, Bianca Wahlgren Ingrosso, Kid Eriksson. Coachades av Gunde Svan. | 30 augusti     | 786 000       |
| 1 (1) | Laila Bagge Wahlgren, Pernilla Wahlgren, Sofia Wistam. Coachades av Agneta Sjödin.   |                                                                                 | 30 augusti     | 786 000       |
| 2 (2) |                                                                                      | Thomas Wassberg, Helene Ripa, Jonas Hallberg. Coachades av Agneta Sjödin.       | 6 september    | 935 000       |
| 2 (2) | Stig Strand, Ala Abasi, Henrik Harlaut,. Coachades av Gunde Svan.                    |                                                                                 | 6 september    | 935 000       |
| 3 (3) |                                                                                      | Erica Johansson, Tommy Söderström, William Spetz. Coachades av Agneta Sjödin.   | 20 september   | 1 107 000     |
| 3 (3) | Mattias Sunneborn, Emma Igelström, Mikael Sandström. Coachades av Gunde Svan.        |                                                                                 | 20 september   | 1 107 000     |
| 4 (4) |                                                                                      | Sabina Dufberg, Björn Christiernsson, Samir Badran. Coachades av Gunde Svan.    | 26 september   | 764 000       |
| 4 (4) | Mårten Nylén, Hristos Adoniadis, Linus Svenning. Coachades av Agneta Sjödin.         |                                                                                 | 26 september   | 764 000       |
| 5 (5) |                                                                                      | Lisa "Valkyria" Pihl, Johan Östling, Björn Starrin. Coachades av Gunde Svan.    | 4 oktober      | 976 000       |
| 5 (5) | Christy "Bullet" Bacon, Björn Bengtsson, Rafael Edholm. Coachades av Agneta Sjödin.  |                                                                                 | 4 oktober      | 976 000       |
| 6 (6) |                                                                                      | Carl-Johan Bergman, Hans Fahlén, Malin Gramer. Coachades av Gunde Svan.         | 11 oktober     | 940 000       |
| 6 (6) | Björn Ferry, Alexandra "Kissie" Nilsson, Rikard Sjöberg. Coachades av Agneta Sjödin. |                                                                                 | 11 oktober     | 940 000       |

##### Andra säsongshalvan
Avsnitten i denna säsongshalva sändes på fredagar kl. 20.00-21.30 mellan den 16 januari och 20 februari 2015.
| Nr     | Tävlande                                                                                  | Tävlande                                                                             | Sändningsdatum | Antal tittare |
| ------ | ----------------------------------------------------------------------------------------- | ------------------------------------------------------------------------------------ | -------------- | ------------- |
| 1 (7)  |                                                                                           | Aris Denis "Phoenix" Sanchez, Gunhild Carling, Tony Irving. Coachades av Gunde Svan. | 16 januari     | 766 000       |
| 1 (7)  | Mikael "Prime" Hollsten, Nassim Al Fakir, Anna Anka. Coachades av Agneta Sjödin.          |                                                                                      | 16 januari     | 766 000       |
| 2 (8)  |                                                                                           | Malin Arvidsson, Kenza Zouiten, Simon Kachoa. Coachades av Gunde Svan.               | 23 januari     | 789 000       |
| 2 (8)  | Greg Poehler, Maria Lindberg, Tilde Fröling. Coachades av Agneta Sjödin.                  |                                                                                      | 23 januari     | 789 000       |
| 3 (9)  |                                                                                           | Julia Svan, Patrik Sjöberg, Sanna Lundell. Coachades av Gunde Svan.                  | 30 januari     | 828 000       |
| 3 (9)  | Maja Strömstedt, Helena Ekholm, Tobias Karlsson. Coachades av Agneta Sjödin.              |                                                                                      | 30 januari     | 828 000       |
| 4 (10) |                                                                                           | Håkan Thörnström, Hanna Lindblad, Christian Olsson. Coachades av Gunde Svan.         | 6 februari     | 754 000       |
| 4 (10) | Johan Jureskog, Jessica Lindell Vikarby, Sebastian Davidsson. Coachades av Agneta Sjödin. |                                                                                      | 6 februari     | 754 000       |
| 5 (11) |                                                                                           | Thomas Ravelli, Anna Lindberg, Micke Leijnegard. Coachades av Gunde Svan.            | 13 februari    | 822 000       |
| 5 (11) | Kevin Walker, Dogge Doggelito, Heidi Andersson. Coachades av Agneta Sjödin.               |                                                                                      | 13 februari    | 822 000       |
| 6 (12) |                                                                                           | Peppe Eng, Molly Nutley, Yannick Tregaro. Coachades av Gunde Svan.                   | 20 februari    | 645 000       |
| 6 (12) | Patrick Ekwall, Markiz Talhaoui, Mårten Andersson. Coachades av Agneta Sjödin.            |                                                                                      | 20 februari    | 645 000       |

## Säsong 17 (2015–16)
Den sjuttonde säsongen av Fångarna på fortet spelades in i juni 2015, och återigen blev uppdelad i två säsongshalvor likt tidigare år. Inför inspelningarna släppte TV4 namnen på de deltagare som skulle tävla samt redovisade dem i respektive laguppställningar. Under inspelningarna skadade deltagaren Rickard Söderberg axeln i en av cellerna.
Gunde Svan återvände som programledare även denna säsongen, men denna gång fick han sällskap av artisten Marie Serneholt då Agneta Sjödin skadade sig före inspelningarna vilket förhindrade henne från att delta. Precis som förra säsongen återvände Pápá Fouras (Börje Ahlstedt) som gåtmannen i tornet, tigervakten Monique (Monique d'Angeon) samt dvärgarna (André Bouchet och Anthony Laborde). Däremot fick fortet en ny fängelsevakt vid namn La Barbe.

### Tävlingsupplägg
Upplägget för denna säsongen var likt den förra säsongen; Bägge lagen deltog i både nyckeljakter, äventyr och i skattkammaren, där det vinnande laget skänkte en bestämd summa av 30 000 kronor till deras val av välgörande ändamål.
Från start hade lagen 30 minuter på sig att samla ihop max sju nycklar vardera, som dels skedde genom celler men även genom dueller samt gåtor ställda av Pápá Fouras. Om tid fanns kvar kördes även några minidueller för nycklar. Efter att tiden hade gått ut gick lagen vidare till att samla ihop ledtrådar till skattkammaren via äventyr. Precis som vid nyckeljakten kunde ledtrådar delas ut via enskilda äventyr, dueller samt gåtor.
Väl vid skattkammaren började lagen med att veva fram deras resterande nycklar från en maskin, för att sedan låsa upp skattbåset och samla ihop boyarder till deras respektive kista. När kistan var tillräckligt fylld frigjordes verktyget för att öppna ledtrådarna med. Med hjälp av ledorden skulle lagen lista ut vilket ord på fem bokstäver som passade antingen före eller efter alla ledorden, bokstavera det på ett ställ och dra i spaken. Om det var rätt ord frigjordes kistan och laget kunde springa ut med kistan från skattkammaren som vinnare.

### Avsnitt
Den sjuttonde säsongen sändes i tolv avsnitt mellan 21 augusti till 11 september 2015 och 15 januari till 4 mars 2016, med programtiden 20:00 på fredagar.
| Nr       | Sändningsdatum    | Tävlande                                                      | Tävlande                                                        | Tittarsiffror |
| -------- | ----------------- | ------------------------------------------------------------- | --------------------------------------------------------------- | ------------- |
| 1 (1:1)  | 21 augusti 2015   |                                                               | Erika Persson, Björn Ferry och Magnus Carlsson.                 | 829 000       |
| 1 (1:1)  | 21 augusti 2015   | Gunilla Persson, Filip Poon och Farao Groth.                  |                                                                 | 829 000       |
| 2 (1:2)  | 28 augusti 2015   |                                                               | Frank Andersson, Jon Henrik Fjällgren och Fredrik Jonsson.      | 753 000       |
| 2 (1:2)  | 28 augusti 2015   | Roddy "Hero" Benjaminson, Amy Diamond och Patrick Ekwall.     |                                                                 | 753 000       |
| 3 (1:3)  | 4 september 2015  |                                                               | Björn Goop, Farzad Farzaneh och Per Fosshaug.                   | 718 000       |
| 3 (1:3)  | 4 september 2015  | Örjan Kihlström, Erica Johansson och Ralf Gyllenhammar.       |                                                                 | 718 000       |
| 4 (1:4)  | 11 september 2015 |                                                               | Per Elofsson, Rickard Söderberg och Alexandra "Kissie" Nilsson. | 785 000       |
| 4 (1:4)  | 11 september 2015 | Jon Olsson, Nassim Al Fakir och Janni Delér.                  |                                                                 | 785 000       |
| 5 (2:1)  | 15 januari 2016   |                                                               | Maria Montazami, Sara Montazami och Hanna Montazami.            | 726 000       |
| 5 (2:1)  | 15 januari 2016   | Laila Bagge, Jonas Cahling och Liam Pitts.                    |                                                                 | 726 000       |
| 6 (2:2)  | 22 januari 2016   |                                                               | Erik Ekstrand, Mackan Edlund och Danijela Rundqvist.            | 636 000       |
| 6 (2:2)  | 22 januari 2016   | Björn A. Ling, Johan Östling och Susanne Gunnarsson.          |                                                                 | 636 000       |
| 7 (2:3)  | 29 januari 2016   |                                                               | Camilla Läckberg, Simon Sköld och Jenny "Kitsune" Adolfsson.    | 748 000       |
| 7 (2:3)  | 29 januari 2016   | Tess Merkel, Kenny Solomons och Cecilia "Amazon" Benjaminson. |                                                                 | 748 000       |
| 8 (2:4)  | 5 februari 2016   |                                                               | Glenn Hysén, Anton Hysén och Alexander Hysén.                   | 739 000       |
| 8 (2:4)  | 5 februari 2016   | Bingo Rimér, Katrin Zytomierska och Nova Rimér.               |                                                                 | 739 000       |
| 9 (2:5)  | 12 februari 2016  |                                                               | Jonas Hallberg, Tommy Söderström och Aina Lesse.                | 775 000       |
| 9 (2:5)  | 12 februari 2016  | Tony Irving, Thomas Ravelli och Lisa "Misslisibell" Jonsson.  |                                                                 | 775 000       |
| 10 (2:6) | 19 februari 2016  |                                                               | Frida Hansdotter, Christian "Kicken" Lundqvist och Mikkey Dee.  | 1 059 000     |
| 10 (2:6) | 19 februari 2016  | Jens Byggmark, Peter Brynolf och Jonas Ljung.                 |                                                                 | 1 059 000     |
| 11 (2:7) | 26 februari 2016  |                                                               | Tobbe Blom, Daniel Paris och Anna Lindberg.                     | 965 000       |
| 11 (2:7) | 26 februari 2016  | Peter Englund, Emil "HeatoN" Christensen och Anna Book.       |                                                                 | 965 000       |
| 12 (2:8) | 4 mars 2016       |                                                               | Danyel Couet, Ylva Hällen och Daniel Norberg.                   | 1 031 000     |
| 12 (2:8) | 4 mars 2016       | Tommy Myllymäki, Malin Stenbäck och Dogge Doggelito.          |                                                                 | 1 031 000     |

### Insamlade pengar
Det vinnande laget i varje avsnitt bestämde själva var pengarna de samlade in skulle skänkas till, som är listade här nedan:
| Avsnitt | Vinnande lag | Vart pengarna skänktes   |
| ------- | ------------ | ------------------------ |
| 17.1.1  | Blå          | Världsnaturfonden        |
| 17.1.2  | Orange       | RFSL Ungdom              |
| 17.1.3  | Blå          | Barncancerfonden         |
| 17.1.4  | Orange       | Friends                  |
| 17.2.1  | Blå          | Young Champ              |
| 17.2.2  | Blå          | Världsnaturfonden        |
| 17.2.3  | Blå          | Barncancerfonden         |
| 17.2.4  | Blå          | Barnens rätt i samhället |
| 17.2.5  | Blå          | Maskrosbarn              |
| 17.2.6  | Blå          | Min stora dag            |
| 17.2.7  | Blå          | Min stora dag            |
| 17.2.8  | Orange       | Barncancerfonden         |

## Säsong 18 (2016–17)
I den artonde säsongen av Fångarna på Fortet återvände Agneta Sjödin som programledare tillsammans med Gunde Svan efter hennes sjukskrivning förra året. Den 14 juni 2016 släppte TV4 hela listan av vilka som kommer att tävla i denna säsongen. Utöver Svan och Sjödin återvände även Pápá Fouras (Börje Ahlstedt) som gåtmannen i tornet, dvärgarna (André Bouchet och Anthony Laborde), tigervakten Monique (Monique d'Angeon) samt fängelsevakten La Barbe.

### Avsnitt
Den första säsongshalvan sändes mellan 26 augusti till 16 september 2016 med programtiden 20:00 på fredagar, plus ett exklusivt avsnitt på TV4 Play direkt efter säsongspremiären. I det avsnittet deltog fyra personer som tävlade tillsammans med Samir Badran och Viktor Frisk i varsitt lag. Den andra säsongshalvan kommer att sändas mellan 13 januari till 3 mars 2017 med programtiden 20:00 på fredagar.
| Nr       | Sändningsdatum    | Tävlande                                                  | Tävlande                                                            | Tittarsiffror |
| -------- | ----------------- | --------------------------------------------------------- | ------------------------------------------------------------------- | ------------- |
| TV4 Play | 26 augusti 2016   |                                                           | Samir Badran, Kimiya Espahbodi och Yasminee Gluic.                  | 16 823        |
| TV4 Play | 26 augusti 2016   | Viktor Frisk, Torbjörn Westerhult och Johan Brattberg.    |                                                                     | 16 823        |
|          |                   |                                                           |                                                                     |               |
| 1 (1:1)  | 26 augusti 2016   |                                                           | Kristin Kaspersen, Farao Groth och Mia Rossling.                    | 678 000       |
| 1 (1:1)  | 26 augusti 2016   | Tess Merkel, Kevin Walker och Malin Berghagen.            |                                                                     | 678 000       |
| 2 (1:2)  | 2 september 2016  |                                                           | Toni Prince, Bianca Ingrosso och Tony Irving.                       | 654 000       |
| 2 (1:2)  | 2 september 2016  | Nassim Al Fakir, Ann Wilson och Pia Johansson.            |                                                                     | 654 000       |
| 3 (1:3)  | 9 september 2016  |                                                           | Christian "Kicken" Lundqvist, Niclas Wahlgren och Åsa Vesterlund.   | 777 000       |
| 3 (1:3)  | 9 september 2016  | Erik Ekstrand, Mackan Edlund och Marlene Hedblom.         |                                                                     | 777 000       |
| 4 (1:4)  | 16 september 2016 |                                                           | Viktor Frisk, Susanne Gunnarsson och Doreen Månsson.                | 567 000       |
| 4 (1:4)  | 16 september 2016 | Samir Badran, Ylva Hällen och Rami Shaaban.               |                                                                     | 567 000       |
|          |                   |                                                           |                                                                     |               |
| 5 (2:1)  | 13 januari 2017   |                                                           | Bathina Philipson, Tobbe Blom och Kenny Solomons                    | 786 000       |
| 5 (2:1)  | 13 januari 2017   | Gunilla Persson, Stefan Hildingsson och Maria Forsblom.   |                                                                     | 786 000       |
| 6 (2:2)  | 20 januari 2017   |                                                           | Liam Pitts, Isabel Adrian och Daniel Paris.                         | 743 000       |
| 6 (2:2)  | 20 januari 2017   | Joakim "Jockiboi" Lundell, Björn Ferry och Jonna Lundell. |                                                                     | 743 000       |
| 7 (2:3)  | 27 januari 2017   |                                                           | Jonas Ljung, Anders Eriksson och Catarina König.                    | 641 000       |
| 7 (2:3)  | 27 januari 2017   | Peter Brynolf, Keya Turan och Amy Deasismont.             |                                                                     | 641 000       |
| 8 (2:4)  | 3 februari 2017   |                                                           | Roy Fares, Malin Gramer och Joel "Roomie" Berghult                  | 673 000       |
| 8 (2:4)  | 3 februari 2017   | Leila Lindholm, Peter "Pansar" Blaha och Aina Lesse.      |                                                                     | 673 000       |
| 9 (2:5)  | 10 februari 2017  |                                                           | Alban "Dr. Alban" Nwapa, Kin Hermansson och Jane Nwapa.             | 682 000       |
| 9 (2:5)  | 10 februari 2017  | Anna Book, Roberto Toledano Book och Felicia Book.        |                                                                     | 682 000       |
| 10 (2:6) | 17 februari 2017  |                                                           | Patrick Ekwall, Magdalena Forsberg och Anders Öfvergård.            | 725 000       |
| 10 (2:6) | 17 februari 2017  | Wilma Ekwall, Olle Forsberg och Simon Öfvergård.          |                                                                     | 725 000       |
| 11 (2:7) | 24 februari 2017  |                                                           | Magdalena "Athena" Kowalczyk, Mattias Andréasson och Albin Johnsén. | 603 000       |
| 11 (2:7) | 24 februari 2017  | Christy "Bullet" Bacon, Malin Watson och David Watson.    |                                                                     | 603 000       |
| 12 (2:8) | 3 mars 2017       |                                                           | Lars Frölander, Kristina ”Keyyo” Petrushina och Madeleine Vall.     | 486 000       |
| 12 (2:8) | 3 mars 2017       | Louise Karlsson, Ida Björnstad och Johan Jureskog.        |                                                                     | 486 000       |

### Insamlade pengar
Det vinnande laget i varje avsnitt bestämde själva var pengarna de samlade in skulle skänkas till, som är listade här nedan:
| Avsnitt | Vinnande lag | Vart pengarna skänktes |
| ------- | ------------ | ---------------------- |
| 18.1.0  | Orange       | Barncancerfonden       |
| 18.1.1  | Orange       | Animal Rescue Center   |
| 18.1.2  | Orange       | Hjärnfonden            |
| 18.1.3  | Orange       | Barndiabetesfonden     |
| 18.1.4  | Orange       | Barncancerfonden       |
| 18.2.1  | Blå          | Amo Obaida             |
| 18.2.2  | Blå          | Edge                   |
| 18.2.3  | Orange       | Husby FF               |
| 18.2.4  | Orange       | Barncancerfonden       |
| 18.2.5  | Orange       | Min stora dag          |
| 18.2.6  | Blå          | BRIS                   |
| 18.2.7  | Orange       | Barncancerfonden       |
| 18.2.8  | i.u.         | i.u.                   |

## Säsong 19 (2017/2018)
Den nittonde säsongen av "Fångarna på Fortet" drog igång fredagen den 18 augusti 2017. Programledare är i vanlig ordning Gunde Svan och Agneta Sjödin. Däremot har Pápá Fouras valt att inte vara kvar. Istället står Le Wolff i tornet och ställer gåtor. Nytt för i år är även att bara de fem första programmen kommer att visas på TV4 under hösten. Resterande program kommer varje fredag att läggas ut på TV4 Play samt på C More (dessa avsnitt visades sedan i repris på TV4 under hösten 2018).

### Avsnitt på TV4
De första fem avsnitten sänds på TV4 på fredagar med start 18 augusti 2017 och avslutas 15 september 2017. Säsongen fortsatte sedan på TV4 Play och på C More.
| Nr      | Sändningsdatum    | Tävlande                                                   | Tävlande                                                    |
| ------- | ----------------- | ---------------------------------------------------------- | ----------------------------------------------------------- |
| 1 (1:1) | 18 augusti 2017   |                                                            | Lina Hedlund, Nassim Al Fakir och Farao Groth.              |
| 1 (1:1) | 18 augusti 2017   | Sigrid Bernson, Samir Badran och Peter "Pansar" Blaha.     |                                                             |
| 2 (1:2) | 25 augusti 2017   |                                                            | Jon Henrik Fjällgren, Jonas Hallberg och Tone Sekelius.     |
| 2 (1:2) | 25 augusti 2017   | Boris René, Jenny Rissveds och Micke Leijnegard.           |                                                             |
| 3 (1:3) | 1 september 2017  |                                                            | Mats Carlsson, Saga Scott och Dogge Doggelito.              |
| 3 (1:3) | 1 september 2017  | Simon Sköld, Sanne Alexandra Josefson och Sigrid Bergåkra. |                                                             |
| 4 (1:4) | 8 september 2017  |                                                            | Linda Lindorff, Stefan Hildingsson och Sebastian Davidsson. |
| 4 (1:4) | 8 september 2017  | Rickard Sjöberg, Tova Helgesson och Renaida Braun.         |                                                             |
| 5 (1:5) | 15 september 2017 |                                                            | Tony Irving, Maria Rooth och Jasmine Kara.                  |
| 5 (1:5) | 15 september 2017 | Ellen Bergström, Richard Richardsson och Anders Svensson.  |                                                             |

### Exklusivt på TV4 Play
De resterande sju avsnitten sändes exklusivt på TV4 Play och på C More på fredagar med start 22 september 2017 och avslutades 3 november 2017. Dessa avsnitt visades sedan i repris under hösten 2018 med start 27 juli. 
| Nr       | Sändningsdatum          | Tävlande                                                            | Tävlande                                                 |
| -------- | ----------------------- | ------------------------------------------------------------------- | -------------------------------------------------------- |
| 1 (1:6)  | 22 september 2017 18:00 |                                                                     | Joakim Lundell, Mikaela Laurén och Kristjan Lootus.      |
| 1 (1:6)  | 22 september 2017 18:00 | Jonna Lundell, Klara Svensson och Kevin Walker.                     |                                                          |
| 2 (1:7)  | 29 september 2017 18:00 |                                                                     | Maria Montazami, Nicholas Montazami och Hanna Montazami. |
| 2 (1:7)  | 29 september 2017 18:00 | Gunilla Persson, Erika Persson och Daniel Paris.                    |                                                          |
| 3 (1:8)  | 6 oktober 2017 18:00    |                                                                     | Sean Banan, Tess Merkel Solomons och Kenny Solomons.     |
| 3 (1:8)  | 6 oktober 2017 18:00    | Freddie Svensson, Sandra Dahlberg och Christian "Kicken" Lundqvist. |                                                          |
| 4 (1:9)  | 13 oktober 2017 18:00   |                                                                     | Ellen Bergström, Pia Johansson och Emma Knyckare         |
| 4 (1:9)  | 13 oktober 2017 18:00   | Johannes Brost, Jarmo Mäkinen och Tobias Persson                    |                                                          |
| 5 (1:10) | 20 oktober 2017 18:00   |                                                                     | Viktor Frisk, Ida Warg och Oliver Rytting                |
| 5 (1:10) | 20 oktober 2017 18:00   | Laila Bagge, Liam Pitts och Daniel Norberg                          |                                                          |
| 6 (1:11) | 27 oktober 2017 18:00   |                                                                     | Anna Toledano Book, Felicia Book och Mikael Hollsten     |
| 6 (1:11) | 27 oktober 2017 18:00   | Runar Sögaard, Amadeus Sögaard och Sabina Dalfjäll                  |                                                          |
| 7 (1:12) | 3 november 2017 18:00   |                                                                     | Victor Öhling Norberg, Anitha Schulman och Ann Söderlund |
| 7 (1:12) | 3 november 2017 18:00   | Daniel Bodin, Josefine Öqvist och Cecilia ”Amazon” Benjaminson      |                                                          |

### Insamlade pengar
Det vinnande laget i varje avsnitt bestämde själva var pengarna de samlade in skulle skänkas till, som är listade här nedan:
| Avsnitt                 | Vinnande lag | Vart pengarna skänktes                                            |
| ----------------------- | ------------ | ----------------------------------------------------------------- |
| 18 augusti 2017 (1:1)   | Röd          | Forskning för "visual snow" (en sjukdom som Samir själv lider av) |
| 25 augusti 2017 (1:2)   | Röd          | Pans sjukhuset                                                    |
| 1 september 2017 (1:3)  | Svart        | Barncanerfonden                                                   |
| 8 september 2017 (1:4)  | Svart        | Världsnaturfonden (WWF)                                           |
| 22 september 2017 (2:1) | Svart        | Barncanerfonden                                                   |
| 29 september 2017 (2:2) | Svart        | Äldrekontakt                                                      |
| 6 oktober 2017 (2:3)    | Röd          | Min Stora Dag                                                     |
| 13 oktober 2017 (2:4)   | Röd          | ECPAT                                                             |
| 20 oktober 2017 (2:3)   | Röd          | The Perfect World Foundation                                      |
| 27 oktober 2017 (2:4)   | Svart        | Min Stora Dag                                                     |
| 3 november 2017 (2:4)   | Svart        | Min Stora Dag                                                     |

## Säsong 20 (2019-2020)
Den tjugonde säsongen av "Fångarna på Fortet" startade fredagen den 16 augusti 2019 Programledare är i vanlig ordning Agneta Sjödin och Gunde Svan. Däremot har Le Wolff sedan förra säsongen gått ur tiden och istället så har Madame Fouras tagit plats i tornet ihop med sitt husdjur Jansson.

### Första säsongshalvan
De första 5 avsnitten (första säsongshalvan) sänds mellan 16 augusti och 13 september 2019 på fredagar klockan 20:00. 
| Nr      | Sändningsdatum    | Tävlande                                                 | Tävlande                                             |
| ------- | ----------------- | -------------------------------------------------------- | ---------------------------------------------------- |
| 1 (1:1) | 16 augusti 2019   |                                                          | Glenn Hysén, Viktor Frisk och Margaux Dietz          |
| 1 (1:1) | 16 augusti 2019   | Tobias Hysén, Anis Don Demina och Renaida Braun          |                                                      |
| 2 (1:2) | 23 augusti 2019   |                                                          | Joakim Lundell, Dogge Doggelito och Kajsa Bergqvist  |
| 2 (1:2) | 23 augusti 2019   | Jonna Lundell, Ferry Svan och Jonas Hallberg             |                                                      |
| 3 (1:3) | 30 augusti 2019   |                                                          | Anders Bagge, Johanna Lind Bagge och Simon Sköld     |
| 3 (1:3) | 30 augusti 2019   | Sigrid Bernson, Robin Bengtsson och Fab Freddie          |                                                      |
| 4 (1:4) | 6 september 2019  |                                                          | Daniel Norberg, Christian Åkesson och Louise Nordahl |
| 4 (1:4) | 6 september 2019  | Jon Henrik Fjällgren, Johan Jureskog och Malin Berghagen |                                                      |
| 5 (1:5) | 13 september 2019 |                                                          | Tony Irving, Lancelot Hedman Graaf och Jasmine Kara  |
| 5 (1:5) | 13 september 2019 | Kishti Tomita Chris Kläfford och Sebastian Walldén       |                                                      |

### Insamlade pengar
Det vinnande laget i varje avsnitt bestämde själva var pengarna de samlade in skulle skänkas till, som är listade här nedan:
| Avsnitt           | Vinnande lag                  | Vart pengarna skänktes |
| ----------------- | ----------------------------- | ---------------------- |
| 16 augusti 2019   | Blå (Tobias Hysén)            | Maskrosbarn            |
| 23 augusti 2019   | Blå (Jonna Lundell)           | Barncancerfonden       |
| 30 augusti 2019   | Röd (Anders Bagge)            | Stockholms katthem     |
| 6 september 2019  | Blå (Jon Henrik Fjällgren)    | Orange Day MC          |
| 13 september 2019 | Röd (Let's Dance/Tony Irving) | UNHCR                  |

### Andra säsongshalvan
Den andra säsongshalvan börjar återigen visas på TV4 med start lördagen den 9 maj 2020.
| Nr      | Sändningsdatum | Tävlande                                               | Tävlande |
| ------- | -------------- | ------------------------------------------------------ | -------- |
| 1 (2:1) | 9 maj 2020     | Gunilla Persson, Thomas Wassberg och Farao Groth       |          |
| 1 (2:1) | 9 maj 2020     | Anna Book, Daniel Paris och Casper Janebrink           |          |
| 2 (2:2) | 16 maj 2020    | André Myhrer, Jonas Hallberg, Per Skoglund             |          |
| 2 (2:2) | 16 maj 2020    | Frida Hansdotter, Mikaela Laurén, Arantxa Álvarez      |          |
| 3 (2:3) | 23 maj 2020    | Mark Levengood, Anton Lundqvist, Emma Peters           |          |
| 3 (2:3) | 23 maj 2020    | Daniel Norberg, Leila Trulsen, Wishudaporn Chaiyasaeng |          |

### Tredje säsongshalvan
Den tredje säsongshalvan börjar återigen visas på TV4 med start fredagen den 14 augusti 2020.
| Nr      | Sändningsdatum   | Tävlande                                                    | Tävlande |
| ------- | ---------------- | ----------------------------------------------------------- | -------- |
| 1 (3:1) | 14 augusti 2020  | Kalle Moraeus, Alexandra Zazzi och Anders Svensson          |          |
| 1 (3:1) | 14 augusti 2020  | Lotta Engberg, Marcus Allbäck och Vlad Reiser               |          |
| 2 (3:2) | 21 augusti 2020  | Bianca Salming, Clara Henry och Kristina “Keyyo” Petrushina |          |
| 2 (3:2) | 21 augusti 2020  | Börje Salming, Annelie Pompe och Daniel Riley               |          |
| 3 (3:3) | 28 augusti 2020  | Anders Södergren, Ben Mitkus och Kadiatou Holm Keita        |          |
| 3 (3:3) | 28 augusti 2020  | Ida Ingemarsdotter, Tobbe Blom och Peter Larsson            |          |
| 4 (3:4) | 4 september 2020 | Thomas Ravelli, Jasmine Takács och Micke Leijnegard         |          |
| 4 (3:4) | 4 september 2020 | Magdalena Forsberg, Tobias Karlsson och Patrik Norqvist     |          |

Special-avsnitt
I och med att det år 2020 är 30 år sedan "Fångarna på Fortet började visas i svensk TV kommer TV4 att visa ett special-avsnitt fredagen den 11 september 2020. Så här har TV4 valt att beskriva avsnittet: "Gunde och Agneta reser tillbaka till Fort Boyard för att minnas tillbaka 30 år av äventyr och utmaningar. Dokumentär-teamet följer med bakom kulisserna på Sveriges största familjeunderhållning."

## Relaterade program
Förutom ett antal Inför-program har man även i TV4 visat ett antal avsnitt med det bästa från säsongerna inklusive sk. "Bakom kulisserna-reportage".
| Nr                                  | Sändningsdatum   | Tittarsiffror |
| ----------------------------------- | ---------------- | ------------- |
| Det bästa ur Fångarna på fortet     | 24 december 1990 |               |
| Det bästa ur Fångarna på fortet     | 22 december 1992 |               |
| Fångarna på fortet special          | 27 augusti 1994  | 1 164 000     |
| Fångarna vid poolen                 | 26 december 1995 | 1 431 000     |
| Fångarna på fortet - sista sommaren | 30 december 1997 | 1 512 000     |